# Scott Halberstadt
Scott Halberstadt (ur. 17 sierpnia 1976 w Connersville) – amerykański aktor filmowy i telewizyjny.
Halberstadt zagrał rolę Erica Blonowitza w serialu młodzieżowym Nickelodeon – Drake i Josh. Wystąpił również w innych serialach i filmach jak: Obrońca, Pół na pół, Nie ma to jak hotel i wielu innych.

## Filmografia
- 2010: iCarly jako Eric Blonowitz (odcinek Rozpętałam wojnę fanów)
- 2008: Wesołych świąt – Drake i Josh jako Eric Blonowitz
- 2006: Babcisynek jako Bobby
- 2006: Nie ma to jak hotel jako Dirk (odcinek Twins at the Tipton)
- 2004–2007: Drake i Josh jako Eric Blonowitz
- 2004: Pół na pół jako menadżer
- 2003: Obrońca jako Noah Grossinger

i inne